# Guaimaca
Guaimaca – gmina (municipio) w środkowym Hondurasie, w departamencie Francisco Morazán. W 2010 roku zamieszkana była przez około 29,9 tys. mieszkańców. Siedzibą administracyjną jest miejscowość Guaimaca.

## Położenie
Gmina położona jest w północno-wschodniej części departamentu. Graniczy z gminami:
- Orica, San Ignacio i Guayape od północy,
- Teupasenti i San Juan de Flores od południa,
- Campamento i Concordia od wschodu,
- Talanga i Cedros od zachodu.

## Miejscowości
Według Narodowego Instytutu Statystycznego Hondurasu na terenie gminy położone były następujące miejscowości:

- Guaimaca
- Casas Viejas
- Cerro Bonito
- El Guanacaste
- El Tomate
- Gones
- La Aserradera
- La Laguna
- Río Abajo
- Sabana Grande
- San José
- San Marcos
- Sanquín